# Fritz Bauer (Politiker, 1923)
Fritz Bauer (* 10. August 1923 in Tübingen; † 2. April 1975 in Radolfzell) war ein deutscher Politiker der SPD.

## Leben und Beruf
Bauer beantragte am 26. Mai 1941 die Aufnahme in die NSDAP und wurde zum 1. September desselben Jahres aufgenommen (Mitgliedsnummer 8.599.392). Nach Lehrabschluss und Industrietätigkeit studierte er an der Akademie der Arbeit. Dann arbeitete er als Gewerkschafter in Pforzheim. Er war Vorsitzender der IG Metall und des DGB Pforzheim und ab 1950 Gemeinderat. 1972 wurde er als Landtagsabgeordneter in den Landtag von Baden-Württemberg gewählt. Er galt als „engagierter Fürsprecher der Landwirtschaft“. Am 2. April 1975 starb er überraschend bei einem Kuraufenthalt in Radolfzell.
Reinhard Mürle rückte am 15. April 1975 für den Verstorbenen in den Landtag nach.

## Ehrungen
Im Juli 1974 erhielt er das Bundesverdienstkreuz am Bande.